# Jane Powell
Jane Powell; właściwie Suzanne Lorraine Burce (ur. 1 kwietnia 1929 w Portlandzie, zm. 16 września 2021 w Wilton) – amerykańska piosenkarka, tancerka i aktorka. Gwiazda musicali wytwórni Metro-Goldwyn-Mayer w latach 40. i 50. XX wieku.

## Filmografia
- Song of the Open Road (1944) jako Jane Powell
- Delightfully Dangerous (1945) jako Sherry Williams
- Wakacje w Meksyku (1946) jako Christine Evans
- Trzy odważne córki (1948) jako Tess Morgan
- Randka z Judy (1948) jako Judy Foster
- Nancy jedzie do Rio (1950) jako Nancy Barklay
- Dwa tygodnie miłości (1950) jako Patti Robinson
- Królewskie wesele (1951) jako Ellen Bowen
- Bogata, młoda i piękna (1951) jako Elizabeth Rogers
- Z głębi serca (1954) jako Ottilie van Zandt
- Siedem narzeczonych dla siedmiu braci (1954) jako Milly Pontipee
- Athena (1954) jako Athena Mulvain
- Cała naprzód (1955) jako Susan Smith
- Prawdopodobnie dziewczyna (1958) jako Dodie
- Mayday w stratosferze (1976) jako Kitty Douglass
- Statek miłości (1977-86; serial TV) jako ciotka Loretta/Grace Bostwick (gościnnie; 1981 i 1982)
- Napisała: Morderstwo (1984-96; serial TV) jako m. Claire (gościnnie, 1987)
- Dzieciaki, kłopoty i my (1985-92; serial TV) jako Irma Seaver – Overmier (gościnnie w 8 odcinkach z lat 1988-90)
- Prawo i porządek: sekcja specjalna (od 1999; serial TV) jako Bess Sherman (gościnnie, 2002)